# Batalla d'Ourique
La batalla d'Ourique va enfrontar les forces del príncep portuguès Alfonso Henriques contra els almoràvits dirigits per Alí ibn Yússuf. No hi ha cap certesa sobre la seva ubicació exacta, probablement fou als afores de la ciutat d'Ourique l'estiu del 1139.

## Antecedents
Alfonso Henriques, nascut el 1109 fou nomenat comte de Portugal el 1112, a la mort del seu pare Enric de Borgonya, sota la regència de la seva mare Teresa de Lleó. El 1120, el jove príncep va prendre el costat de Paio Soares da Maia, l'arquebisbe de Braga, un enemic polític de la seva mare, i tots dos van ser desterrats, passant anys fora del seu propi comtat, sota la vigilància del bisbe. En fer catorze anys el 1122 es va ordenar cavaller pel seu propi comtat a la Catedral de Zamora, va organitzar un exèrcit, i va disposar-se a prendre el control de les seves terres.
Prop de Guimarães va derrotar el 1128 les tropes de Fernando Pérez de Traba a la batalla de São Mamede en la qual Teresa i Fernando foren capturats i desterrats, impossibilitant així la incorporació de Portugal al Regne de Galícia i escoltant les demandes d'independència de la població del comtat, l'església i nobles, el 6 d'abril de 1129 dictà l'acte en el qual es va proclamar a si mateix Príncep de Portugal, i es va dedicar a afrontar el persistent problema dels moros al sud, i aquests, com sovint veien entrar en la seva terra als cristians van presentar batalla.

## Batalla
Alí ibn Yússuf va anar a l'encontre dels portuguesos amb els emirs de Badajoz, Beja, Évora, Santarém i Sevilla acompanyats dels seus exèrcits, i que incloïen dones amazones entre la seva cavalleria, unes forces en total molt superiors en nombre als portuguesos, fins que el 26 de juliol de 1139 van envoltar el campament cristià, que es trobava sobre un promontori. Quan va començar l'atac, alguns escollits soldats cristians es van vestir de sarraïns, dividint als atacants i finalment expulsant-los, fent una carnisseria. La resta de l'exèrcit cristià va passar a l'atac i els musulmans van fugir.

## Conseqüències

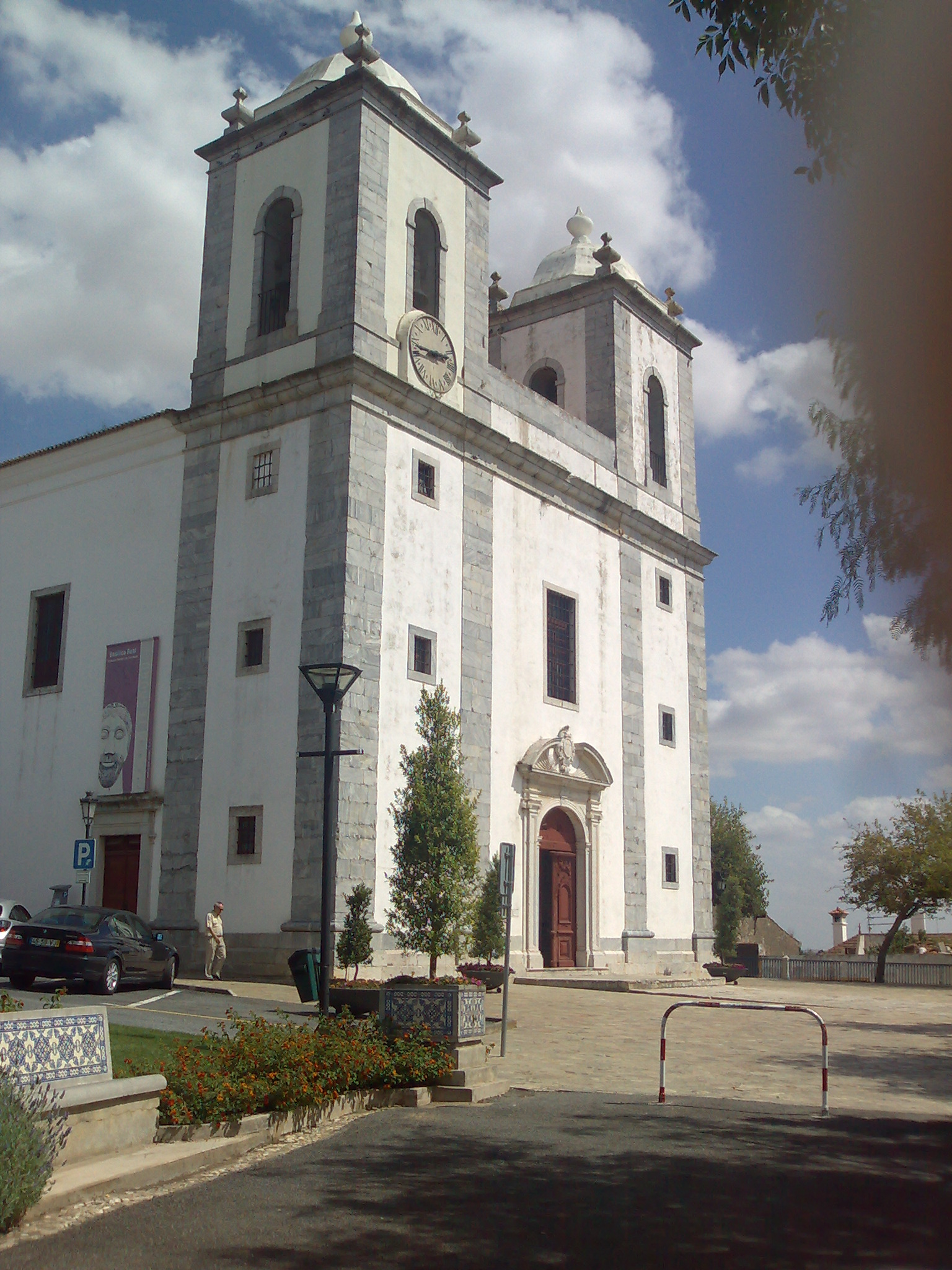
La basílica Real de Castro Verde està decorada amb escenes de la batalla

La Basílica Real de Nossa Senhora da Conceiçao de Castro Verde té les parets cobertes de rajoles que narren la batalla.
Alfonso Henriques va ser proclamat per unanimitat Rei de Portugal pels seus soldats, coronat amb la corona del bisbe de Braga, deixant de ser vassall del comtat de Castella i Lleó. En commemoració de la batalla, l'escut d'armes portuguès du cinc petits escuts en representació dels cinc reis moros derrotats.

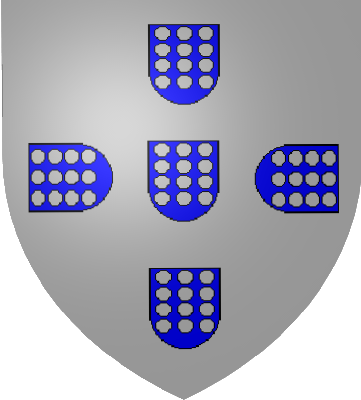
Escut d'armes de la dinastia Borgonya, adoptat després de la batalla d'Ourique

Després de la victòria a Ourique va imposar tributs als veïns musulmans i finalment, durant la Segona Croada la conquereix Santarém i Lisboa el 1147, duent la frontera més enllà del Tajo, i annexant Beja el 1162 i Évora el 1165.
Anys més tard, van sorgir la idea d'una intervenció miraculosa en la batalla per sant Jaume en favor dels portuguesos, però també ha estat atorgada la intervenció a Sant Jordi, i a Jesucrist.